# Bergs tingslag
Bergs tingslag var ett tingslag i Jämtlands län. Det var beläget i Jämtlands södra del, kring sydligaste Storsjön och övre Ljungan. År 1924 hade tingslaget 7 212 invånare på en yta av 2303 km². Tingsställe var tidigt Österåsen och mellan 1850 och 1970 i Ovikens socken, därefter Bergsviken för att från 1920-talet flytta till Svenstavik.
Tingslaget bildades 1741 och utökades 1948 med Storsjö socken ur Hede tingslag. Tingslaget upplöstes 1971 och övergick i Svegs domsaga som 2004 uppgick i Östersunds domsaga.
Tingslaget ingick till 1812 i Jämtlands domsaga, mellan 1812 och 1879 Södra Jämtlands domsaga och från 1879 till Härjedalens domsaga som även omfattade Svegs och Hede tingslag.   

## Socknar i tingslaget
- Bergs socken
- Åsarne socken
- Klövsjö socken
- Rätans socken
- Storsjö socken från 1952